# أحداث الشغب الفرنسية 2017
تشير أحداث الشغب الفرنسية عام 2017 إلى حادثتين منفصلتين منفصلتين عن الاضطرابات في فرنسا عقب مزاعم إساءة استخدام السلطة من قبل الشرطة. بدأت أولى أعمال الشغب هذه في 4 فبراير 2017 في ضواحي باريس بعد الاغتصاب المزعوم لرجل أسود يُدعى Théo L من قبل الشرطة بهراوة. استمرت هذه الاحتجاجات حتى 15 فبراير. بدأت المجموعة الثانية من أعمال الشغب في أواخر مارس عندما قُتل رجل صيني برصاص ضباط الشرطة في باريس. انتهت أعمال الشغب هذه في اليوم التالي.

## أعمال شغب فبراير

### قضية ثيو
في 2 فبراير 2017، اقترب أربعة ضباط شرطة من مجموعة من الشباب في الساعة 4:53 مساءً في حي روز دي فينتس في أولنيه سو بوا (سين سان دوني)، إحدى ضواحي باريس.[بحاجة لمصدر]
وفقًا لتيودور لوهاكا (المعروف أيضًا باسم ثيو) البالغ من العمر 22 عامًا، وهو معلم محلي، فقد ذهب مع صديقة لأخته وزار للتو أصدقاء في الحي. قال إن الشرطة اقتربت منه وأمرته بالوقوف في أمام جدار لتفتيشه. قال إن أحد الرجال الذين اعترضتهم الشرطة سأل عن سبب تهديده بغرامة قدرها 450 يورو، وأن أحد رجال الشرطة رد بـ«صفعة كبيرة». يقول ثيو إنه دافع بعد ذلك عن ضحية الصفعة، وتعرض للضرب والإهانة بينما كان يقاوم.[بحاجة لمصدر]
اختلفت رواية الشرطة عن الحادث. قالوا إن الرجل تدخل بعنف ضد الضابط الذي اعتقل تاجر مخدرات، والذي كان من الممكن أن يهرب نتيجة لذلك. وبحسب هذه الرواية، فقد تم تقييد الشاب بعد جملة أمور من بينها لكم الشرطي في وجهه.
يتوافق حساب التشغيل بواسطة مقاطع فيديو الشرطة الوطنية مؤقتًا مع شهادة الضابط، لكن فشلت الشرطة الوطنية في تسوية مسألة من بدأ المشاجرة.
تم تقييد لوهاكا من قبل ثلاثة من ضباط الشرطة وأمطر رابع المجموعة من مسافة بالغاز المسيل للدموع. بعد الحادث، عانى لوهاكا من جرح طوله 10 سم في القناة الشرجية والعضلة العاصرة، ربما يكون ناتجًا عن إدخال عصا تلسكوبية، مما أدى إلى إعاقة مؤقتة لمدة ستين يومًا.
قال لوهاكا أيضًا إنه تعرض لإهانات عنصرية (بما في ذلك كلمة «بامبولا»)، وتعرض لضربات جديدة في سيارة الشرطة، وادعى أنه تم تصويره في وضع مهين من قبل رجال الشرطة باستخدام سناب شات.
في جلسة الاستماع للشرطي المتهم بالاغتصاب، ذكرت الشرطة أنهم ضربوا ساقي ثيو فقط وليس لديهم أي فكرة عن كيفية إصابة لوهاكا. كان استخدام الغاز المسيل للدموع (المحظور في هذه الظروف، حسب للشرطة، عرضيًا وفقًا لـLe Dauphiné Libéré).

### التحقيق
فتح المدعي العام في بوبيني تحقيقًا جنائيًا بشأن «العنف الطوعي في العلاقات بين الأشخاص العاملين في المجال العام».
فضلت هيئة التفتيش العامة للشرطة الوطنية الرواية القائلة بأن إصابة القناة الشرجية كانت غير مقصودة، ومع ذلك، وضع القاضي المسؤول عن القضية الشرطي الذي استخدم هراوته التلسكوبية قيد الفحص، ووضع الثلاثة الآخرين تحت فحص العنف المتعمد المشدد. خضع الضباط الأربعة للمراجعة القضائية، ومنع ثلاثة من ممارسة نشاط الشرطة الرسمي. كما أوقف وزير الداخلية برونو لورو رجال الشرطة الأربعة على الفور كإجراء احترازي. واُتهم ثلاثة من الضباط المتورطين في الاعتقال بالاعتداء الجسيم ويتم التحقيق مع الرابع بتهمة الاغتصاب.
في 14 فبراير 2017، نشرت صحيفة لوبس شهادة «محمد ك» الذي يقول إنه كان ضحية للعنف من نفس الضابط المتهم الرئيسي في قضية ثيو، قبل أسبوع - وهو شرطي يُلقب بـ«اللحية الحمراء». قال إنه تلقى ضربات عديدة من هذا الشرطي وزملائه، كما تعرض لإهانات عنصرية.
كما تم ضبط الشرطة الوطنية لهذه القضية بناء على طلب من مقر الشرطة ووزير الداخلية، برونو لورو. تم تعيين إريك دوبوند موريتي، وهو محامٍ في قضية ثيو، لتمثيل محمد ك أيضًا.

#### الجرائم السابقة
ذكرت صحيفة «ليه هيومانيتيه» الفرنسية اليومية أن مفوض شرطة أولنيه سو بوا في عام 2008 حُكم عليه بالسجن لمدة عام مع وقف التنفيذ وسنة واحدة لعدم أهليته لعدم منع الجريمة. كان ضابط شرطة قد وضع تقليمًا بين أرداف شخص ارتكب مخالفة على الطريق، ثم اتهم الشرطة بـ«التهديد باللواط». كان المفوض، الذي وصل إلى مكان الحادث، سلبيًا في مواجهة أفعال مرؤوسيه.

### العواقب
بعد التقارير الأولية للهجوم على ثيو، كانت هناك اضطرابات لمدة ليلتين في أولنيه سو بوا. كما اشتعلت النيران في عدة سيارات وتحطمت نوافذ الحافلات وخرجت إنارة شوارع الضاحية من الخدمة. تم اعتقال خمسة اشخاص. امتدت الاضطرابات لاحقًا إلى ضواحي أخرى من باريس. وفي يوم السبت 11 فبراير، تجمع حشد من الناس للاحتجاج على وحشية الشرطة في بوبيني. بينما كان الاحتجاج سلميًا في الغالب، بدأت مجموعة صغيرة من المتظاهرين في إلقاء أشياء على الشرطة وإشعال النار في السيارات. ردت الشرطة بإطلاق الغاز المسيل للدموع واعتقال 37 شخصًا. في الليلة التالية، 12 فبراير، تجمع حوالي 50 شابًا في أرجنتوي وبدأوا في إلقاء أشياء على الشرطة. كما أشعلوا النار في سيارات وصناديق قمامة وهاجموا حافلة عامة. اعتدت المجموعة على سائق الحافلة كما اعتدت على صحفي. تم اعتقال 11 شخصًا، ثمانية منهم قاصرون. تعرضت مجموعة من السياح الكوريين الجنوبيين للسرقة على متن حافلة من قبل مثيري الشغب في باريس.
وقعت المزيد من الاشتباكات في باريس في 15 فبراير، حيث قامت الشرطة بنشر الغاز المسيل للدموع. لقد حطم المتظاهرين حطموا نوافذ المباني وأشعلوا النيران. وفي ليلة 15 فبراير، قُبض على 49 شخصًا حول باريس بعد أن انخرطوا في سلوكيات مماثلة مع حدوث معظم الاضطرابات بالقرب من محطة الشمال وساحة الجمهورية. كما قُبض على 21 شخصًا في روان في نفس الليلة.

### ردود الأفعال
زار الرئيس الفرنسي فرانسوا أولاند ثيو في المستشفى في 7 فبراير. قال شرطي لصحيفة لو باريزان إن الأحداث كانت مشابهة لأعمال الشغب الفرنسية عام 2005. دعا رئيس الوزراء برنار كازنوف إلى تحسين تطبيق القانون في 7 فبراير 2017، قائلاً «أعرف مدى انكشاف الشرطة والدرك في الحرب ضد الإرهاب والعنف، لكن يجب أن يكونوا مثاليين تمامًا في كل لحظة». قال مسؤول في وحدة شرطة SGP في C dans l'air، في 9 فبراير، إن «الإهانة مناسبة إلى حد ما». أدان وزير الداخلية برونو لورو هذه التعليقات وكذلك فعلت مجموعة SOS Racisme.
كما تلقى ثيو دعمًا عامًا من الممثل والكوميدي عمر سي، ومغني الراب يوسوفا، من فاليري داميدوت، والمغنية إيماني، والمخرج والممثل ماتيو كازافيتش. في 15 فبراير، نشر عشرات الفنانين رسالة دعم لـ ثيو ل. في ليبراسيون، كتبها عضو مجلس بريتني سور أورج Steevy Gustave، مدير الأحداث السابق لـSOS Racisme، وقدموا بعض الاقتراحات من أجل تحسين أداء أجهزة إنفاذ القانون. كان من بين المؤيدين باتريك برويل وهوغو أوفراي والكوميديين جوزيان بالاسكو وجان بن جوجي وماتيلدا ماي والمخرج نيلز تافيرنير ومدير مهرجان أفينيون أوليفر بي والكوميدي آن رومانوف. قامت وسائل الإعلام الأخرى في هذه القضية بإدانة أكثر عمومية لبعض أساليب الشرطة.
على عكس الإدانات العديدة للشرطة، اعتبر المحامي جيل وليام جولدنادل القضية على أنها «كراهية ضد الشرطي». وقال إن سوء السلوك المحتمل لبعض ضباط الشرطة «لا يعني إلقاء اللوم على قوة الشرطة الفرنسية بأكملها، التي تعتبر نموذجية على نطاق واسع» وأن «التعميم على المهنة بأكملها لجريمة محتملة لشخص أو عدد قليل هو عنصرية جوهرية». وبالمثل أعلنت مرشحة الجبهة الوطنية للرئاسة مارين لوبان دعمها للشرطة وانتقدت الحكومة الفرنسية لعدم اتخاذ إجراءات صارمة ضد مثيري الشغب.

## أعمال شغب مارس
اندلعت أعمال شغب أخرى مناهضة للشرطة في باريس في 27 مارس بعد مقتل رجل صيني بالرصاص.

### إطلاق الرصاص
في 26 مارس، قُتل رجل صيني يبلغ من العمر 56 عامًا يدعى ليو شاوياو، برصاص الشرطة في منزله في الدائرة التاسعة عشرة في باريس بعد أن تلقت الشرطة مكالمة حول نزاع منزلي. زعمت الشرطة أن ليو خرج عليهم على الفور بمقص بعد أن فتحوا باب منزله قبل أن يردوه قتيلًا. تشكك أسرة ليو، التي كانت في المنزل وقت إطلاق النار، في القصة.

### العواقب
في اليوم التالي لإطلاق النار، تجمع حوالي 150 متظاهرًا حول مركز شرطة الدائرة وألقوا أشياء على الشرطة وأحرقوا سيارة للشرطة. تم اعتقال 35 شخصا وجرح ثلاثة ضباط. في 28 مارس، حدثت المزيد من الاحتجاجات، لكنها لم تكن عنيفة مثل احتجاجات اليوم السابق.

### ردود الأفعال
بعد إطلاق النار على ليو، دعت الحكومة الصينية فرنسا إلى حماية المواطنين الصينيين المقيمين في فرنسا.